# Nuorgam
Nuorgam (Samisch: Njuorgänn) is het meest noordelijk gelegen dorp in Finland (provincie Lapland, gemeente Utsjoki). Het aantal inwoners is circa 200. Het is gelegen aan de rivier de Teno, ook genaamd Tenojoki. Aan de overzijde van de rivier ligt Noorwegen. 

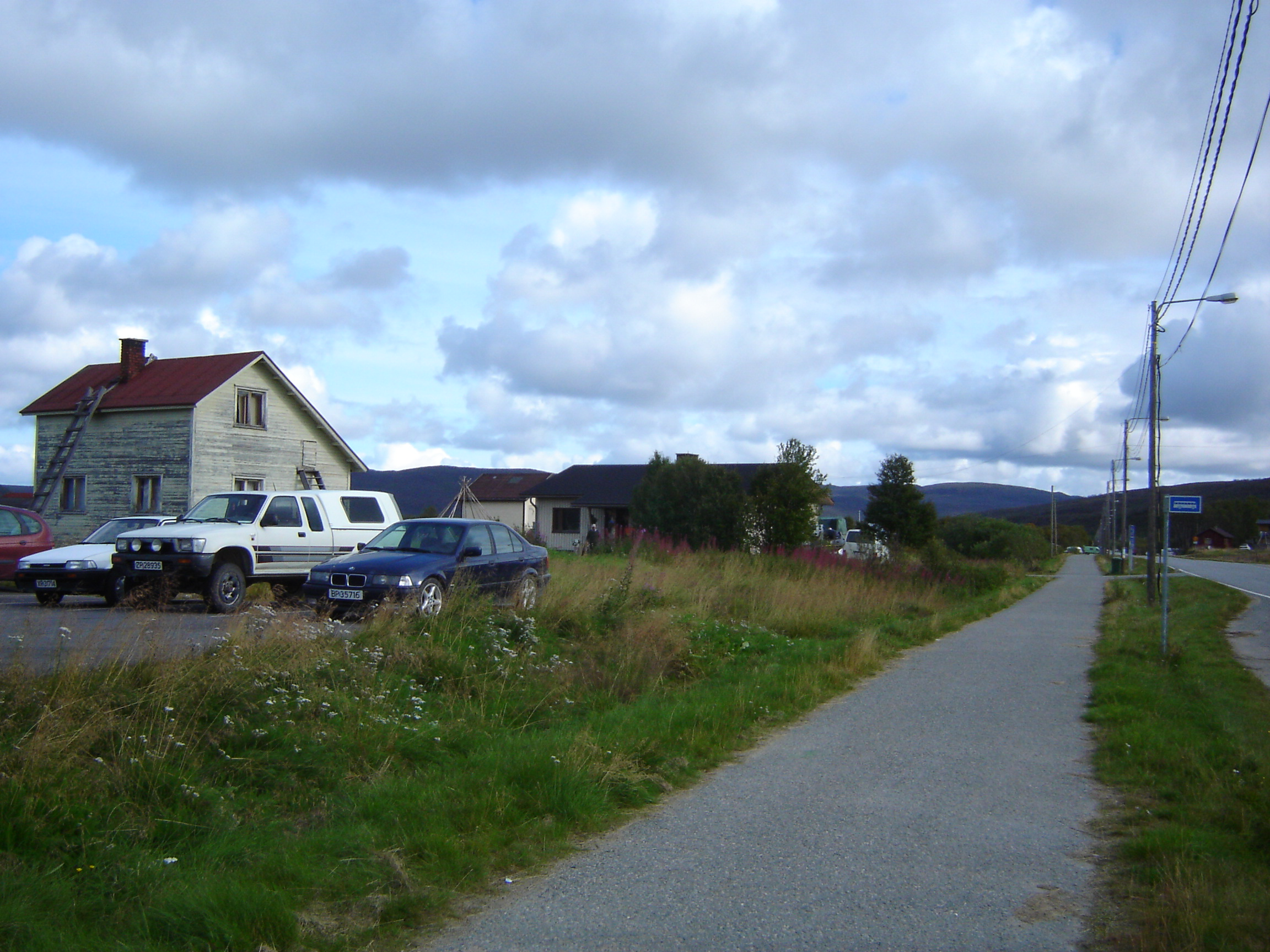
Nuorgam

Nuorgam is het beginpunt van de Europese wandelroute E10 die zijn eindpunt heeft in de Italiaanse stad Bozen/Bolzano.